# Joan Gamper

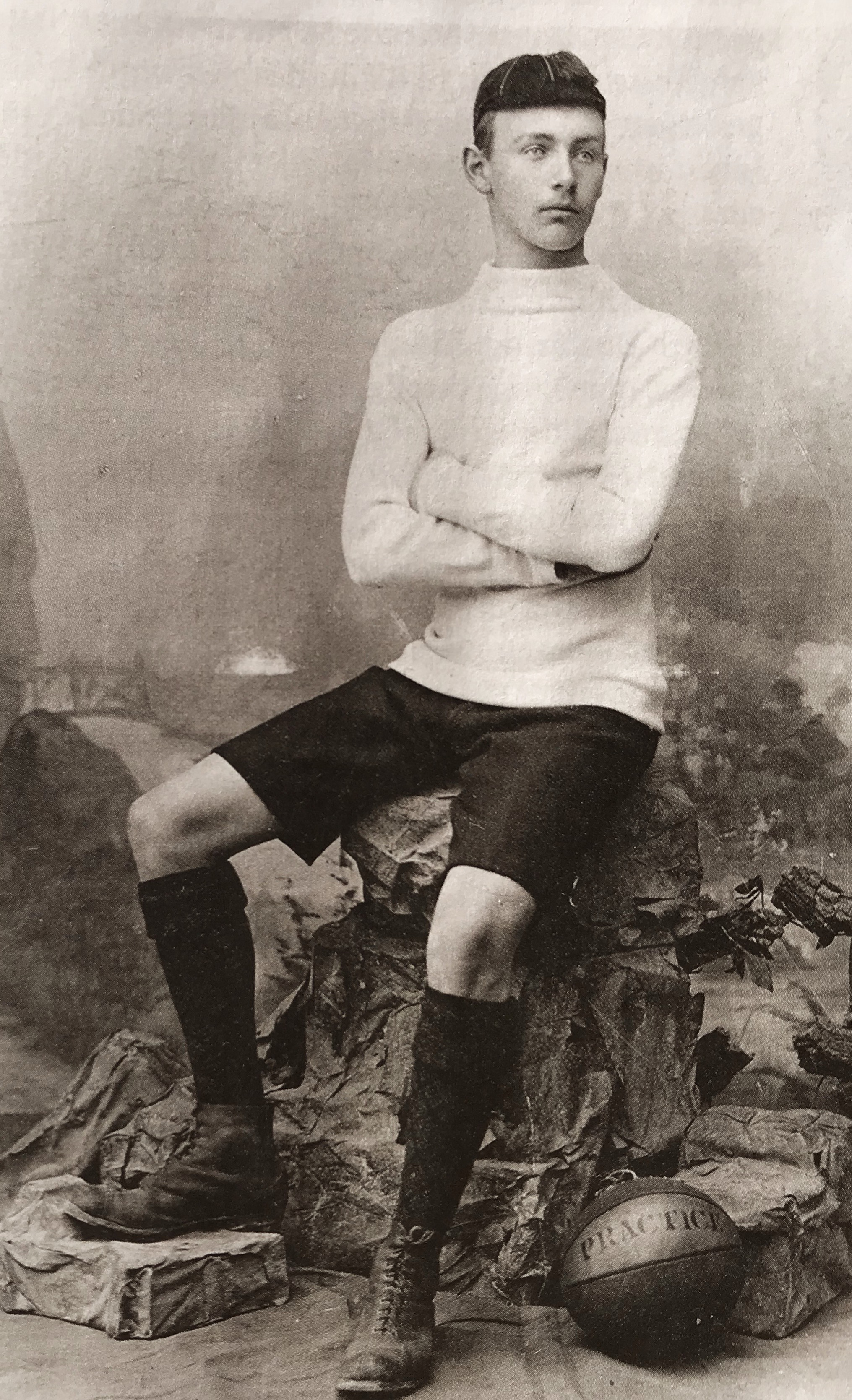
Joan Gamper (1896)

Hans Max „Joan“ Gamper (* 22. November 1877 in Winterthur; † 30. Juli 1930 in Barcelona) war ein Schweizer Sportler, Geschäftsmann, Fussballpionier, -spieler und -funktionär sowie Mitgründer des FC Zürich und Gründer des FC Barcelona.

## Leben

### Anfänge in der Schweiz

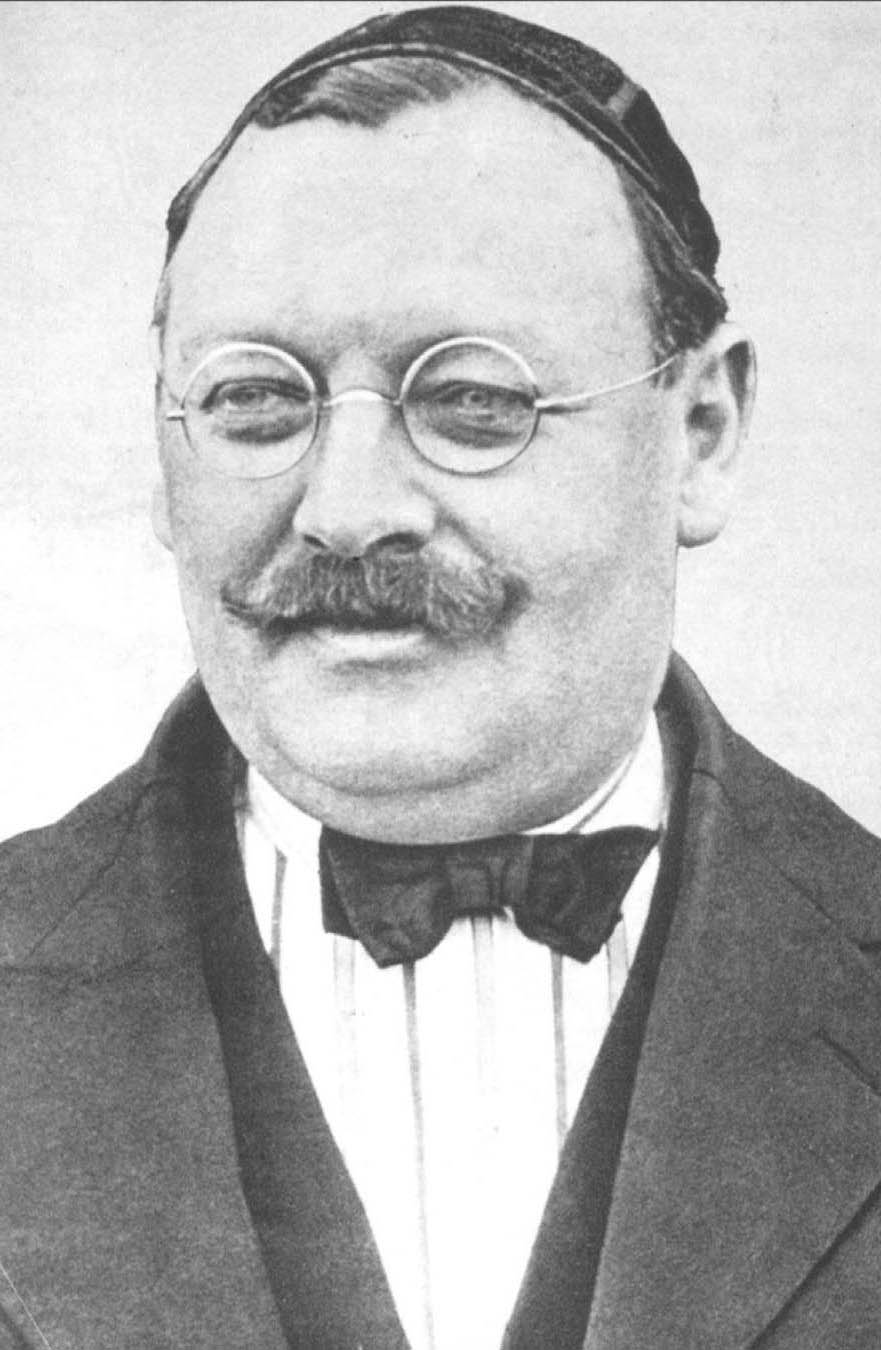
Joan Gamper (1910)

Hans Gamper kam als eines von fünf Kindern in Winterthur zur Welt. Nachdem seine Mutter an Tuberkulose gestorben war, zog die Familie nach Zürich, die Heimatstadt des Vaters. Die schwierige familiäre Situation brachte ihn zum Sport.
Gamper fühlte sich in jeder Sportart wohl. So gewann er Radfahrwettbewerbe ebenso wie Rennen in der Leichtathletik. Er spielte Rugby, Tennis, Golf und Fussball. Fussball war auch der Sport, der ihn besonders begeisterte. Er trat 1894 dem FC Excelsior bei und gründete zwei Jahre später den FC Zürich mit, bei dem er von 1896 bis 1897 spielte und erster Captain der Clubgeschichte war. Gamper war ebenfalls als sogenanntes auswärtiges Mitglied beim FC Winterthur dabei und bestritt für den Verein am 13. März 1897 ein Spiel gegen den FC St. Gallen.

### Über Lyon nach Barcelona
Ab Herbst 1897 hielt sich Gamper in Lyon auf und war dort als Rugbyspieler für den FC Lyon aktiv. Im Oktober 1898 zog er, auf Bitten seines Onkels Emili Gaissert, der in der katalanischen Hauptstadt seinen Wohnsitz hatte, nach Barcelona. Dort lernte Gamper Katalanisch sowie Spanisch und nannte sich fortan Joan – die katalanische Version seines Vornamens Hans bzw. dessen Langform Johannes. Aus Verbundenheit zu seiner verstorbenen Mutter gab er zudem Gamper Haessig als Familiennamen an.
Als Buchhalter fand er Arbeit bei Crédit Lyonnais, bei der Sarrià-Eisenbahngesellschaft als Chefbuchhalter und als Sportkolumnist. Ferner arbeitete er für zwei schweizerische Zeitungen und half, die Zeitschrift Los Deportes zu veröffentlichen. Er war aber auch im Zucker- und Kaffeehandel tätig. Er schloss sich der lokalen Schweizer evangelischen Kirche an und begann, im Bezirk von Sarrià-Sant Gervasi mit anderen Protestanten aus der Gemeinde Fussball zu spielen.

### Gründung des FC Barcelona
Nach etwa einem Jahr hatte er die Idee, einen eigenen Fussballklub zu gründen und suchte über eine Zeitungsanzeige in Los Deportes nach Interessierten. Schliesslich wurde der Verein von 36 – ausschliesslich protestantischen – Mitgliedern gegründet und der Name FC Barcelona gewählt. Gamper führte auch die Vereinsfarben Blau und Rot ein, jedoch ist umstritten, ob er die Farbgebung von seinem Stammverein FC Excelsior Zürich (bei dem er selbst spielte) übernahm oder von den Farben des FC Basel inspiriert worden war.

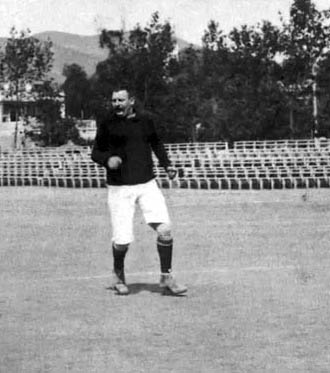
Joan Gamper auf dem Spielfeld (1902)

Gamper wurde erster Kapitän des FC Barcelona, für den er zwischen 1899 und 1903 120 Tore in 51 Spielen schoss. Er war einer der besten Fussballspieler seiner Zeit und hält beim FC Barcelona bis heute den Rekord für die meisten Tore in einem Spiel; in gleich drei Spielen zwischen 1901 und 1903 gelangen ihm jeweils neun Treffer.

### Präsidentschaften beim FC Barcelona

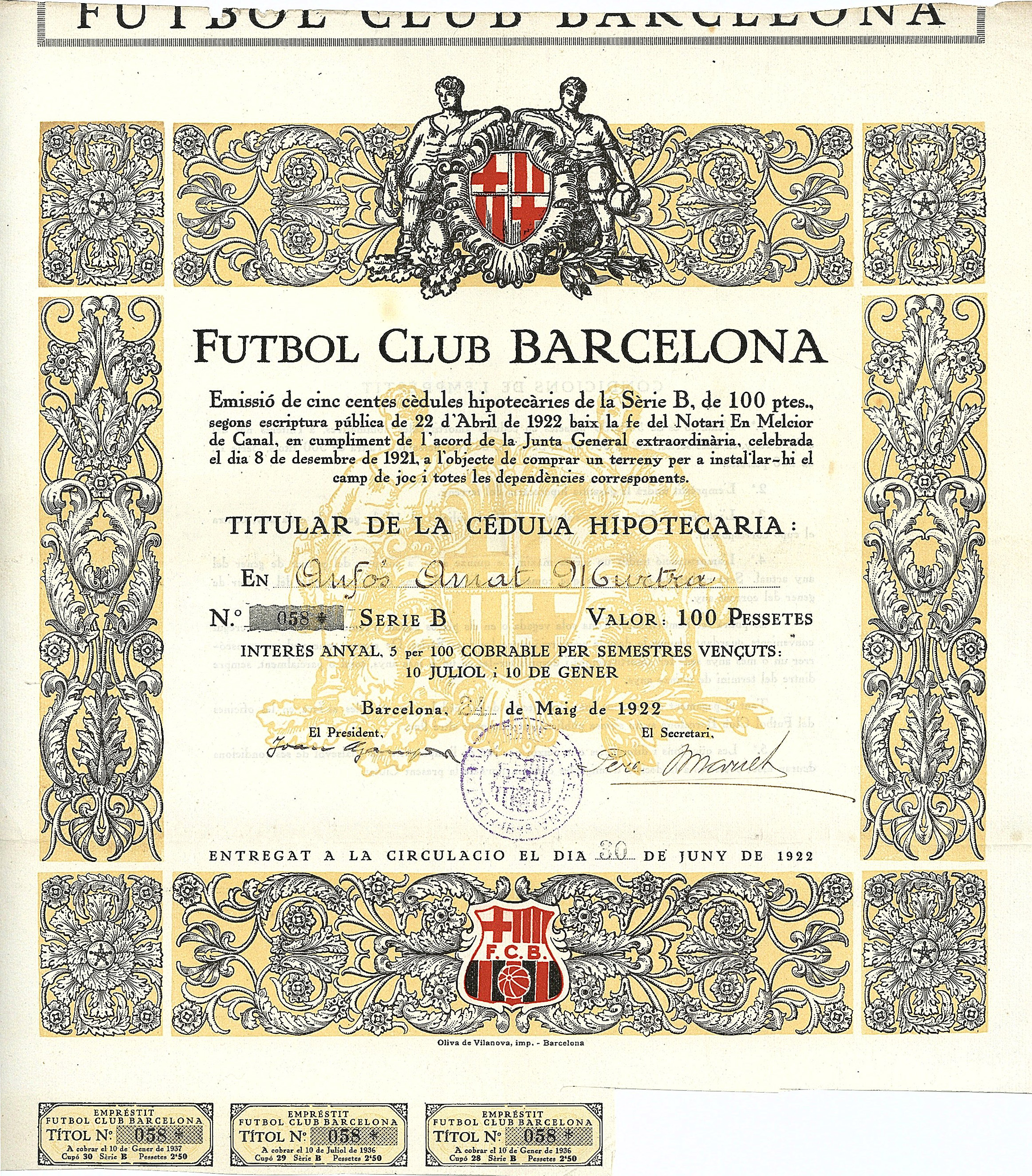
Hypothekenanleihe des Futbol Club Barcelona über 100 Peseten, ausgegeben am 24. Mai 1922 in Barcelona, als Präsident im Original unterschrieben von Joan Gamper

Da die damalige spanische Verfassung nur den Katholizismus als Religion erlaubte, mussten viele Spieler den Verein verlassen, darunter auch Gamper, der sich zudem auch den Freimaurern verbunden fühlte. Erst 1908 konnte er zum FC Barcelona zurückkehren und wurde zum Präsidenten gewählt. Einer der Gründe war wohl die Heirat mit einer streng katholischen Schweizerin.
Gamper nahm den Ruf als Vereinsvorstand an. Von 1908 bis 1913 (mit Ausnahme des Intervalls vom 14. Oktober 1909 bis 17. November 1910) war er nun Präsident des Vereins. Unter seiner Führung wurde der Club finanziell saniert und der Bau des ersten eigenen Stadions initiiert. Da er zum Erreichen seiner Ziele mehrfach gegen den Widerstand der Autoritäten kämpfte, wurde er aufgrund dessen immer wieder angeklagt.
Vom 17. Juni 1917 bis 19. Juni 1919 war er erneut Vereinspräsident.
Am 14. Juni 1925 wurde ein Freundschaftsspiel zu Ehren des katalanischen Volkschores Orfeó Català organisiert. 14.000 Zuschauer buhten während der spanischen Nationalhymne und applaudierten der britischen Hymne. Gamper, der zu dieser Zeit wieder Vereinspräsident war, wurde genötigt, zurückzutreten und wegen Unterstützung des „Katalanismus“ für drei Monate des Landes verwiesen, das Stadion wurde für ein halbes Jahr geschlossen. Darüber hinaus wurde Gamper jeglicher Kontakt mit dem FC Barcelona verboten, was ihn schwer traf, da er sein Lebenswerk als zerstört ansah.

### Tod
Infolge der Weltwirtschaftskrise 1929 verlor Gamper sein gesamtes Vermögen. Von Depressionen geplagt, erschoss er sich am 30. Juli 1930 im Alter von 52 Jahren in seinem Haus in der Carrer de Girona Nr. 4 in Barcelona. Tausende folgten dem Trauerzug auf dem Friedhof Cementiri de Montjuïc in Barcelona.

## Sonstiges
Zu Ehren Gampers bestreitet der FC Barcelona seit 1997 jährlich im August kurz vor dem Start der Primera División im Camp Nou ein Freundschaftsspiel um die Joan-Gamper-Trophäe. Zuvor war das Event von 1966 bis 1996 als Torneig Joan Gamper (katalanisch für Joan-Gamper-Turnier) im Turniermodus mit vier Mannschaften ausgetragen worden.
2016 wurde ihm in Zürich-Aussersihl die Gamperstrasse gewidmet und mit einem entsprechenden Strassenschild versehen.